# Éther glycidylique de l'huile de ricin
L'éther glycidylique de l'huile de ricin (en anglais : castor oil glycidyl ether) est un produit chimique organique liquide de la famille des éthers glycidyliques. Il est parfois appelé éther triglycidylique de l'huile de ricin. Sa formule théorique est C66H116O12. Le nom IUPAC est 2,3-bis[12-(oxiran-2-ylméthoxy)octadec-9-énoyloxy]propyl 12-(oxiran-2-ylméthoxy)octadec-9-énoate. L'une de ses principales utilisations est de servir de modificateur dans les résines époxy en tant que diluant réactif qui ajoute de la flexibilité et améliore les propriétés mécaniques,.

## Fabrication
Elle est obtenue par glycidation de l'huile de ricin, qui est une huile végétale issue du ricin commun, une plante de la famille des Euphorbiaceae. L'huile de ricin et l'épichlorhydrine réagissent en présence d'un catalyseur acide de Lewis pour former de l'halohydrine : chaque groupe hydroxyle du triol réagit avec un époxyde sur l'épichlorhydrine. Ce processus est suivi de la neutralisation du catalyseur avec une petite quantité d'hydroxyde de sodium et de l'ajout d'un large excès d'épichlorhydrine comme solvant. Pour reformer les anneaux époxydes dans une réaction de déshydrochloration, on utilise de l'hydroxyde de sodium solide en paillettes plutôt qu'en solution. Une fois la réaction terminée, l'épichlorhydrine est récupérée et le produit nettoyé. L'un des tests de contrôle de la qualité consisterait à mesurer la valeur de l'époxyde en déterminant le poids équivalent d'époxyde.

## Utilisations
Une étude de 2018 a conclu que son utilisation en tant qu'agent de flexibilisation et diluant époxy a des applications dans le domaine de l'aviation. L'éther diglycidylique de poly(propylène glycol) peut également être utilisé pour la même application, mais il présente l'inconvénient d'être à base de pétrole plutôt qu'à base de plantes renouvelables comme l'éther glycidylique de l'huile de ricin. Une demande de brevet montre qu'il peut également être utilisé comme co-réactif-surfactant dans la production d'herbicides. Comme la molécule possède trois fonctions oxirane, une utilisation clé est la modification et la réduction de la viscosité des résines époxy. Ces résines époxy modifiées par un diluant réactif peuvent ensuite être formulées dans des applications CASE : enrobage, adhésifs, produits d'étanchéité, élastomères. Elle est également utilisée dans la production de composites. Elle produit des revêtements époxy à haute résistance aux chocs. Des systèmes polymères à mémoire de forme peuvent également être produits avec cette molécule particulière. L'utilisation du diluant a un effet sur les propriétés mécaniques et la microstructure des résines époxy,. La production de matériaux biocompatibles est également possible et le matériau est souvent considéré comme une ressource renouvelable,. Il a également été utilisé pour la récupération du pétrole dans les puits de pétrole.